# Stephen Ellis (Historiker)

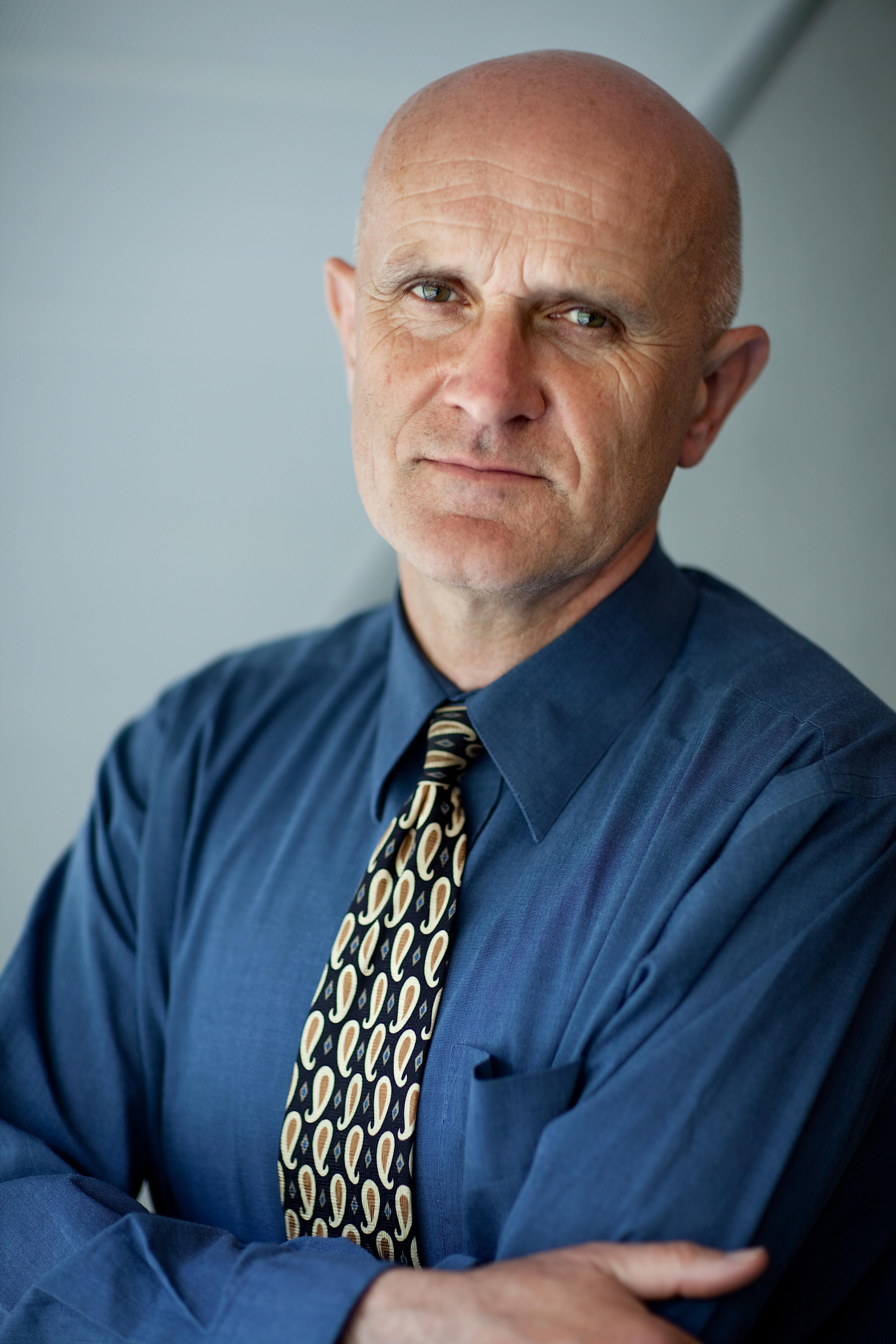
Stephen Ellis (2010)

Stephen Ellis (* 13. Juni 1953 in Nottingham; † 29. Juli 2015 in Amsterdam) war ein britischer Historiker und Afrikanist. Sein Forschungsschwerpunkt lag auf der neuzeitlichen Geschichte Afrikas. Neben seiner akademischen Tätigkeit war er als Menschenrechtsaktivist aktiv.

## Leben
Ellis studierte Neuzeitliche Geschichte an der University of Oxford und promovierte dort 1981. Von 1979 bis 1980 war er Lecturer an der Universität von Madagaskar. Von 1982 bis 1986 gehörte er dem Internationalen Sekretariat von Amnesty International in London. Danach arbeitete er als Herausgeber bei Africa Confidential. Von 1991 bis 1994 war Ellis erst Generalsekretär und dann Direktor des African Studies Centre in Leiden. Nach einer Tätigkeit für das niederländische Außenministerium kehrte er später an das African Studies Centre zurück und war dort bis zu seinem Tod Senior Researcher. Daneben wurde er 2008 zum Desmond Tutu Professor an der Vrije Universiteit in Amsterdam berufen.
Sein Buch External Mission: The ANC in Exile 1960-1990 erhielt den Recht Malan Prize for Non-Fiction.
Ellis war mit der Afrikanistin Gerrie ter Haar verheiratet. 2012 wurde bei ihm Leukämie diagnostiziert. Nach einer erfolgreichen Therapie der Erkrankung verschlechterte sich sein Zustand vier Wochen vor seinem Tod im Juli 2015.

## Veröffentlichungen (Auswahl)
- Rising of the Red Shawls (1985, Cambridge University Press)
- Un Complot à Madagascar (1990, Karthala)
- mit Tsepo Sechaba: Comrades against apartheid: the ANC & the South African Communist Party in exile (1992)
- Africa Now (1996)
- mit Jean-François Bayart, Béatrice Hibou: The Criminalization of the State in Africa (1999)
- The Mask of Anarchy: the destruction of Liberia and the religious dimension of an African civil war (2001)
- mit Gerrie ter Haar: Worlds of power: Religious thought and political practice in Africa (2004)
- West Africa's international drug trade (2009)
- Season of rains: Africa in the world (2012)
- External Mission: The ANC in Exile 1960-1990 (2013)
- This Present Darkness: A History of Nigerian Organised Crime (2016)